# Lappeenranta Rajaritarit 2003
Questa voce raccoglie le informazioni riguardanti i Lappeenranta Rajaritarit nelle competizioni ufficiali della stagione 2003.

## I-divisioona 2003

### Stagione regolare

#### Prima fase
| Piikkiö 8 giugno 2003, ore 15:00 2ª giornata | Piikkiö Oakmen | 7 – 57 | Lappeenranta Rajaritarit | Piikkiön Keskuskenttä |

| Lappeenranta 14 giugno 2003, ore 14:00 3ª giornata | Lappeenranta Rajaritarit | 35 – 7 | Kouvola Indians | Lauritsalan kenttä |

| Helsinki 28 giugno 2003, ore 15:00 4ª giornata | Helsinki 69ers | 6 – 7 | Lappeenranta Rajaritarit | Velodromo di Helsinki |

| Lappeenranta 5 luglio 2003, ore 14:00 5ª giornata | Lappeenranta Rajaritarit | 50 – 0 | Arctic Circle Stars | Lauritsalan kenttä |

| Helsinki 19 luglio 2003, ore 12:30 7ª giornata | Helsinki Demons | 12 – 7 | Lappeenranta Rajaritarit | Velodromo di Helsinki |

#### Seconda fase
| Rovaniemi 29 luglio 2003, ore 12:00 Turno 1 | Arctic Circle Stars | 0 – 56 | Lappeenranta Rajaritarit | Susivouti |

| Lappeenranta 2 agosto 2003, ore 14:00 Turno 2 | Lappeenranta Rajaritarit | 26 – 7 | Helsinki 69ers | Lauritsalan kenttä |

| Lappeenranta 16 agosto 2003, ore 14:00 Turno 4 | Lappeenranta Rajaritarit | 19 – 34 | Helsinki Demons | Lauritsalan kenttä |

### Playoff
| Helsinki 23 agosto 2003, ore 12:30 Spagettimalja | Helsinki Demons | 35 – 6 (7-0 14-6 7-0 7-0) referto | Lappeenranta Rajaritarit | Velodromo di Helsinki\| Arbitro: \| J. Vesanen \| |
| Arbitro:                                         | J. Vesanen      |                                   |                          |                                                   |

### Statistiche di squadra
| Competizione      | %Vittorie | In casa | In casa | In casa | In casa | In casa | In casa | In trasferta | In trasferta | In trasferta | In trasferta | In trasferta | In trasferta | Totale | Totale | Totale | Totale | Totale | Totale |
| Competizione      | %Vittorie | G       | V       | N       | P       | Pf      | Ps      | G            | V            | N            | P            | Pf           | Ps           | G      | V      | N      | P      | Pf     | Ps     |
| ----------------- | --------- | ------- | ------- | ------- | ------- | ------- | ------- | ------------ | ------------ | ------------ | ------------ | ------------ | ------------ | ------ | ------ | ------ | ------ | ------ | ------ |
| Stagione regolare | .750      | 4       | 3       | 0       | 1       | 130     | 48      | 4            | 3            | 0            | 1            | 127          | 25           | 8      | 6      | 0      | 2      | 257    | 73     |
| Playoff           | .000      | 0       | 0       | 0       | 0       | 0       | 0       | 1            | 0            | 0            | 1            | 6            | 35           | 1      | 0      | 0      | 1      | 6      | 35     |
| Totale            | .667      | 4       | 3       | 0       | 1       | 130     | 48      | 5            | 3            | 0            | 2            | 133          | 60           | 9      | 6      | 0      | 3      | 263    | 108    |